# Hagetjärnet (Ödskölts socken, Dalsland)
Hagetjärnet är en sjö i Bengtsfors kommun i Dalsland och ingår i Göta älvs huvudavrinningsområde.